# Jean Roussel (homme politique)
Pour les articles homonymes, voir Jean Roussel et Roussel.
Jean Roussel, né le 4 avril 1923 à Marseille ou il est mort le 5 septembre 2015, est un avocat et homme politique français.

## Biographie

### Jeunesse et études
Jean Roussel est issu d'une riche famille marseillaise, né d'Hubert Roussel, avoué, et de Marie Louise Teisseire.
Pupille de la Nation, son père meurt en 1930 ayant été gazé par les Allemands au cours de la Première Guerre mondiale. Il n’a que 7 ans.
Il est envoyé en pension à Montpellier à l’Enclos Saint-François. Il est dans la classe de Michel Galabru et participe à l'émission de Patrick Sabatier sur l’enfance de l’acteur.
Il fait ses études de droit à Aix-en-Provence.

### Carrière professionnelle
Jean Roussel s’inscrit au barreau le 9 juillet 1944. Il reprend la charge d’avoué de son père Hubert Roussel et son grand-père Raymond Teisseire. Il redevient avocat en 1972 après la fusion des professions. Considéré comme un « notable », il est réputé pour sa capacité de travail.

### Engagement politique
Membre actif de la résistance passive et réfractaire au STO, il réussit à échapper aux arrestations de la police. Arrêté en 1944 par la Gestapo, transféré à l’évêché en vue d’un transfert en Allemagne, il réussit à s'évader.
Militant royaliste, membre de l'Action française, il est aussi, combattant en faveur de l'Algérie française, accusé faussement d’être membre de l'OAS-Métro ; en 1961, il est inculpé pour « atteinte à la sûreté de l'État » et arrêté lors d’une visite du Général de Gaulle. Il est alors soutenu par l’ensemble du barreau de Marseille.
Il milite ensuite aux Comités Tixier-Vignancour, puis rejoint le Centre démocrate (CD), dont il est candidat lors des élections législatives de 1968 à Marseille (avec, pour suppléant, Ronald Perdomo).
En 1974, il prend part à la campagne de Valéry Giscard d'Estaing, puis devient, en 1978, secrétaire départemental du Parti républicain (PR) des Bouches-du-Rhône. Il s’oppose vivement aux lois sur le divorce et surtout l’avortement. Il est candidat sous cette étiquette lors des élections législatives de la même année, puis de celles de 1981.
En 1983, il est élu conseiller municipal de Marseille sur les listes de Jean-Claude Gaudin, dans le premier secteur. Il adhère alors à Solidarité et défense des libertés, proche de Charles Pasqua, et devient président de l'Association de défense du centre-ville.
Il rejoint le Front national (FN) en 1985, et devient, la même année, le premier conseiller général du canton, élu face à Hyacinthe Santoni.
En 1986, il est député sur la liste FN, avec Pascal Arrighi, Gabriel Domenech et Ronald Perdomo. En 1988, candidat dans la 3e circonscription des Bouches-du-Rhône, il dépasse au premier tour Jean Roatta avant d'être battu par Philippe Sanmarco à 92 voix près.
En juillet 1991, face à l'obstruction de Lucien Weygand, président du conseil général, il démissionne de l'assemblée départementale, avant d'être réélu en septembre suivant.
En mars 1992, il perd les élections cantonales face à Renaud Muselier. Choisissant alors de se retirer peu à peu de la politique, il tente de faire « monter » Jean-Philippe Motte, un militant de longue date, dans les instances du FN.
En 1998, lors de la scission du FN, il rejoint le Mouvement national républicain (MNR) de Bruno Mégret, avec sa femme Marie-Claude.

## Vie privée
Époux de Marie-Claude Abeille, candidate aux législatives de 1989, conseiller municipal et conseiller régional, il est père de deux filles et d’un fils qui a repris le cabinet de son père.
Il meurt le 5 septembre 2015 à l'âge de 92 ans.

## Détail des fonctions et des mandats

### Mandat parlementaire
- 16 mars 1986 - 14 mai 1988 : député des Bouches-du-Rhône
- Conseiller général du canton de Marseille-Notre-Dame-du-Mont

### Résultats électoraux
| Candidat                                              | Candidat                  | Parti          | Premier tour | Premier tour | Second tour | Second tour |  |
| Candidat                                              | Candidat                  | Parti          | Voix         | %            | Voix        | %           |  |
| ----------------------------------------------------- | ------------------------- | -------------- | ------------ | ------------ | ----------- | ----------- |  |
|                                                       | Jean Roatta élu           | UDF (PR)       | 9 296        | 34,35        | 15 844      | 66,68       |  |
|                                                       | Jean Roussel              | FN             | 6 648        | 24,56        | 7 918       | 33,32       |  |
|                                                       | Philippe Sanmarco sortant | PS (ADFP)      | 4 490        | 16,59        |             |             |  |
|                                                       | Rolande Carrière          | PCF            | 2 326        | 8,59         |             |             |  |
|                                                       | Catherine Lange           | GÉ (EÉ)        | 1 592        | 5,88         |             |             |  |
|                                                       | Maurice Di Nocera         | Divers         | 825          | 3,04         |             |             |  |
|                                                       | Jeanne Manovelli          | LT-LNÉ         | 675          | 2,49         |             |             |  |
|                                                       | Jacques Samuelian         | Divers gauche  | 563          | 2,08         |             |             |  |
|                                                       | Guy Dubost                | LO             | 347          | 1,28         |             |             |  |
|                                                       | Philippe Prieto           | UÉD            | 191          | 0,71         |             |             |  |
|                                                       | Gérard Scavino            | Divers droite  | 110          | 0,40         |             |             |  |
|                                                       |                           |                |              |              |             |             |  |
| Inscrits                                              | Inscrits                  | Inscrits       | 48 704       | 100,00       | 57 704      | 100,00      |  |
| Abstentions                                           | Abstentions               | Abstentions    | 20 785       | 42,68        | 26 450      | 45,84       |  |
| Votants                                               | Votants                   | Votants        | 27 919       | 57,32        | 31 254      | 54,16       |  |
| Blancs et nuls                                        | Blancs et nuls            | Blancs et nuls | 856          | 3,07         | 7 492       | 23,97       |  |
| Exprimés                                              | Exprimés                  | Exprimés       | 27 063       | 96,93        | 23 762      | 76,03       |  |
| Source : Data.gouv et Le Monde des 23 et 30 mars 1993 |                           |                |              |              |             |             |  |

|                                                       | Michel Pezet          | PS             | 7 632  | 33,81  | 11 853  | 47,63   |  |  |  |  |  |  |  |
|                                                       | Hyacinthe Santoni élu | RPR (UNM)      | 6 433  | 28,49  | 13 030  | 52,37   |  |  |  |  |  |  |  |
|                                                       | Jean Roussel          | UDF (PR)       | 5 298  | 23,47  | Retrait | Retrait |  |  |  |  |  |  |  |
|                                                       | Robert Allione        | PCF            | 2 770  | 12,27  |         |         |  |  |  |  |  |  |  |
|                                                       | Hubert Savon          | FN             | 443    | 1,96   |         |         |  |  |  |  |  |  |  |
|                                                       | Olivier Boiron        | CCA            | 0      | 0,00   |         |         |  |  |  |  |  |  |  |
|                                                       | Bernard Coll          | PFN            | 0      | 0,00   |         |         |  |  |  |  |  |  |  |
|                                                       |                       |                |        |        |         |         |  |  |  |  |  |  |  |
| Inscrits                                              | Inscrits              | Inscrits       | 41 463 | 100,00 | 41 464  | 100,00  |  |  |  |  |  |  |  |
| Abstentions                                           | Abstentions           | Abstentions    | 18 681 | 45,05  | 16 189  | 39,04   |  |  |  |  |  |  |  |
| Votants                                               | Votants               | Votants        | 22 782 | 54,95  | 25 275  | 60,96   |  |  |  |  |  |  |  |
| Blancs et nuls                                        | Blancs et nuls        | Blancs et nuls | 206    | 0,9    | 392     | 1,55    |  |  |  |  |  |  |  |
| Exprimés                                              | Exprimés              | Exprimés       | 22 576 | 99,1   | 24 883  | 98,45   |  |  |  |  |  |  |  |
| Source : Data.gouv et Sud Ouest du 16 juin 1981, p. 4 |                       |                |        |        |         |         |  |  |  |  |  |  |  |

|                                                       | Joseph Comiti sortant réélu | RPR                  | 7 899  | 26,84  | 18 187  | 58,03   |  |  |  |  |  |  |  |
|                                                       | Jean Roussel                | UDF (PR)             | 7 446  | 25,30  | Retrait | Retrait |  |  |  |  |  |  |  |
|                                                       | Bastien Leccia              | PS                   | 6 549  | 22,25  | 13 152  | 41,97   |  |  |  |  |  |  |  |
|                                                       | Robert Allione              | PCF                  | 4 837  | 16,43  |         |         |  |  |  |  |  |  |  |
|                                                       | Paul Blanc                  | Écologie 78          | 1 251  | 4,25   |         |         |  |  |  |  |  |  |  |
|                                                       | Jean-Pierre Berberian       | Extrême droite (PFN) | 481    | 1,63   |         |         |  |  |  |  |  |  |  |
|                                                       | Lucien Andreani             | MDD                  | 269    | 0,91   |         |         |  |  |  |  |  |  |  |
|                                                       | Patrice Crunil              | LO                   | 247    | 0,84   |         |         |  |  |  |  |  |  |  |
|                                                       | Colette Portmann            | Extrême gauche (OCT) | 220    | 0,74   |         |         |  |  |  |  |  |  |  |
|                                                       | Guy Peneranda               | MDSF                 | 142    | 0,48   |         |         |  |  |  |  |  |  |  |
|                                                       | Antoine Manera              | FRP                  | 94     | 0,32   |         |         |  |  |  |  |  |  |  |
|                                                       | Jacques Baechler            | Divers écologiste    | 0      | 0,00   |         |         |  |  |  |  |  |  |  |
|                                                       |                             |                      |        |        |         |         |  |  |  |  |  |  |  |
| Inscrits                                              | Inscrits                    | Inscrits             | 44 788 | 100,00 | 44 787  | 100,00  |  |  |  |  |  |  |  |
| Abstentions                                           | Abstentions                 | Abstentions          | 14 973 | 33,43  | 12 786  | 28,55   |  |  |  |  |  |  |  |
| Votants                                               | Votants                     | Votants              | 29 815 | 66,57  | 32 001  | 71,45   |  |  |  |  |  |  |  |
| Blancs et nuls                                        | Blancs et nuls              | Blancs et nuls       | 380    | 1,27   | 662     | 2,07    |  |  |  |  |  |  |  |
| Exprimés                                              | Exprimés                    | Exprimés             | 29 435 | 98,73  | 31 339  | 97,93   |  |  |  |  |  |  |  |
| Source : Data.gouv et Sud Ouest du 21 mars 1978, p. 9 |                             |                      |        |        |         |         |  |  |  |  |  |  |  |